# Santissimo Sacramento a Tor de' Schiavi (titre cardinalice)
Le titre cardinalice de Santissimo Sacramento a Tor de' Schiavi (Très Saint Sacrement à Tor de' Schiavi) a été institué par le pape François le 28 juin 2017.
Le titre est attaché à l'église Santissimo Sacramento a Tor de' Schiavi (it) dans le quartiere Prenestino-Labicano à l'Est de Rome. 

## Titulaires
- Gregorio Rosa Chávez (depuis le 28 juin 2017)